# Município de Deerfield (condado de Portage, Ohio)
Localização do Ohio nos E.U.A.
O município de Deerfield (em inglês: Deerfield Township) é um município localizado no condado de Portage no estado estadounidense de Ohio. No ano 2010 tinha uma população de 2822 habitantes e uma densidade populacional de 42,06 pessoas por km².

## Geografia
O município de Deerfield encontra-se localizado nas coordenadas 41° 01′ 29″ N, 81° 03′ 01″ O. Segundo o Departamento do Censo dos Estados Unidos, o município tem uma superfície total de 67.1 km², da qual 60.63 km² correspondem a terra firme e (9.63%) 6.46 km² é água.

## Demografia
Segundo o censo de 2010, tinha 2822 pessoas residindo no município de Deerfield. A densidade de população era de 42,06 hab./km².